# 928 Гілдран
928 Гілдран (928 Hildrun) — астероїд головного поясу, відкритий 23 лютого 1920 року.
Тіссеранів параметр щодо Юпітера — 3,123.